# Pierre-François Levasseur
Pierre-François Levasseur (genannt der Ältere, * 11. März 1753 in Abbeville; † 23. Dezember 1815 in Paris) war ein französischer Violoncellist und Komponist. Die Cellisten Pierre-François Levasseur und Jean-Henri Levasseur sind entgegen der Angabe von Wilibald Gurlitt keine Brüder zueinander; sie werden dennoch  wegen der Verwechslungsgefahr als der Ältere und der Jüngere qualifiziert.

## Leben und Werk
Ursprünglich studierte  Pierre-François Levasseur Theologie, um Priester zu werden. Mit 18 Jahren verzichtete er auf die priesterliche Laufbahn in der Kirche. Er ging nach Paris und wurde 1782 Cello-Schüler von Jean-Louis Duport. Er spielte von 1785 bis 1815 im Orchester der Opéra zu Paris.
Er veröffentlichte zwölf Duos für zwei Violoncellos op. 1 und op. 2 (Paris ohne Jahr).